# American-Football-Ligen der Schweiz

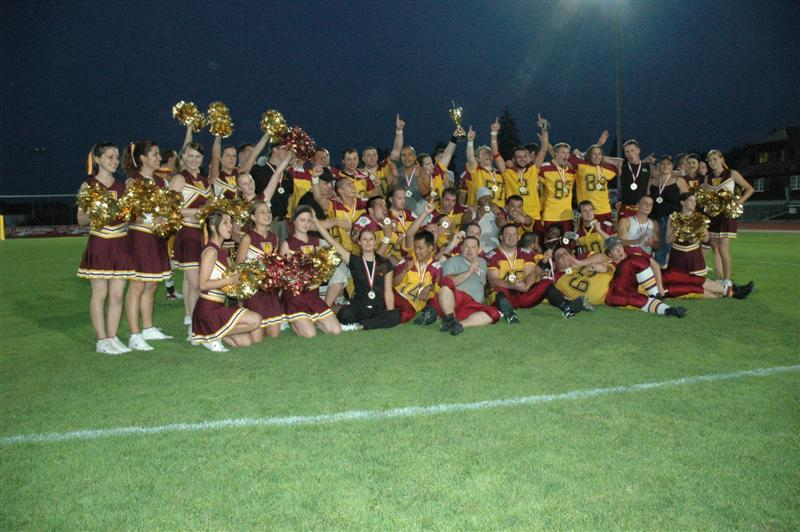
Die Winterthur Warriors nach dem Gewinn des CH-Meistertitels 2006

In der Schweiz wird American Football seit den 1980er Jahren gespielt. Organisator der nationalen Meisterschaft ist der Schweizerische American Football Verband (SAFV). Daneben existiert in der Westschweiz eine wilde Plauschliga mit dem Namen Non Professional Swiss Romande American Football League (NSFL), deren sportliche Bedeutung allerdings bestenfalls als marginal bezeichnet werden kann. Auch in der Westschweiz spielen die starken Mannschaften in der offiziellen Meisterschaft beim SAFV mit.

## Ligen

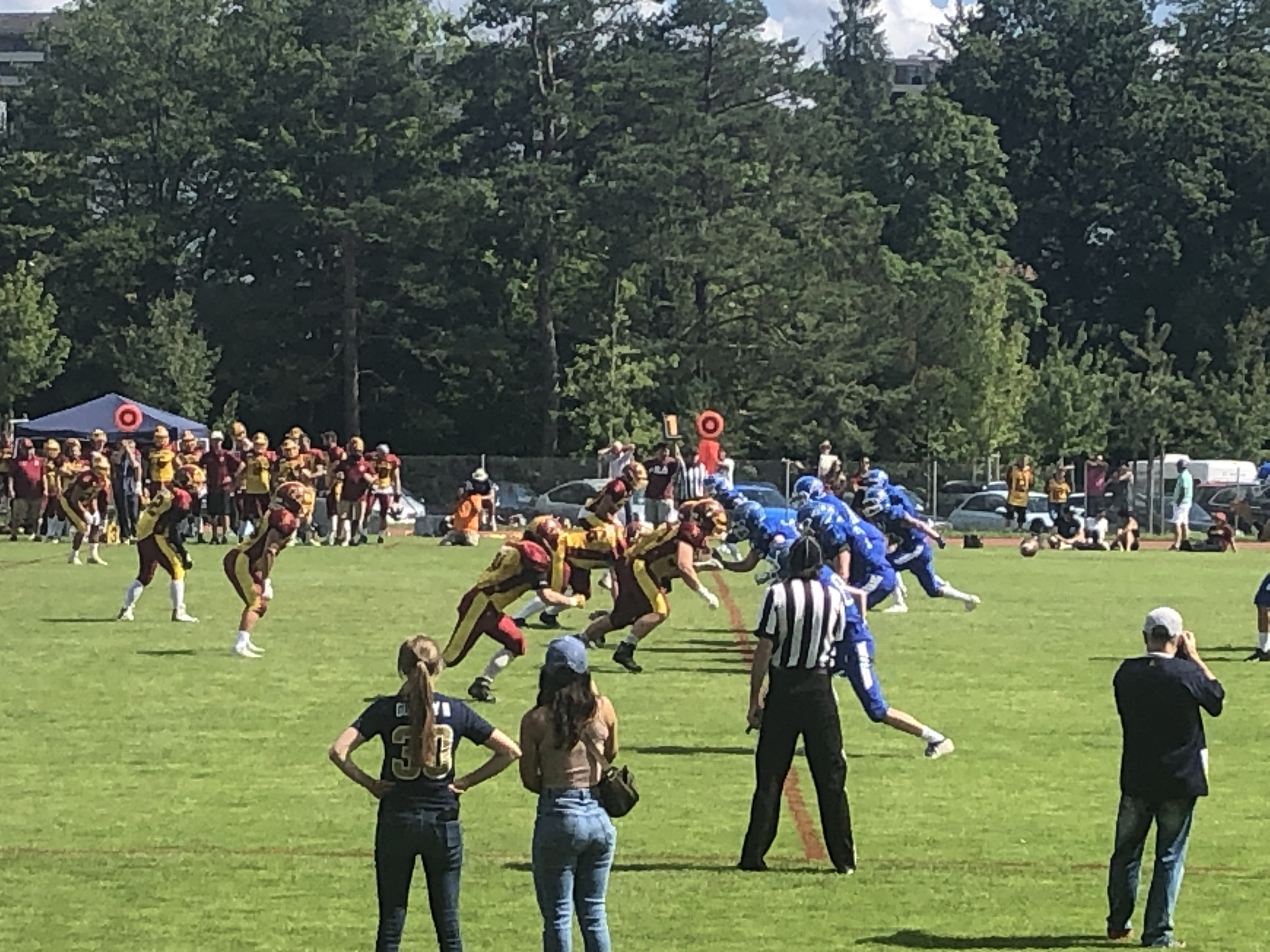
Heimspiel der Zurich Renegades gegen die Winterthur Warriors in der Saison 2021 (Sportzentrum Witikon)

Der SAFV organisiert jährlich die Schweizer Meisterschaft der Herren und Junioren im Tackle und Flag Football, sowie den Betrieb der Schweizer Nationalmannschaften. Die Saison 2025 der Herren im Tackle Football wird mit 19 Mannschaften, unterteilt in drei Nationalligen, ausgetragen. Die Nationalliga A gilt dabei als stärkste Liga, bei welcher im Swiss Bowl der Schweizermeister bestimmt wird.
Eine Besonderheit war die Saison 2020. Aufgrund der COVID-19-Pandemie wurde die Saison 2020 verkürzt und in Form eines Herbstcups ausgetragen. Beim sogenannten Fall Cup gab es zwei Stärkeklassen. Die Teams der Nationalliga A und Liga B machten einen Wettbewerb unter sich aus, sowie die Teams der Liga C. Am Cup nahmen nicht alle Teams der drei Ligen teil. Aus diesem Grund gab es in der Saison 2020 keine Auf- und Absteiger.

### Nationalliga A (NLA)
Bis im Jahr 2009 wurde die NLA mit fünf und anschliessend bis 2022 mit sechs Teams ausgetragen. 2023 fand eine Übergangssaison mit sieben Mannschaften statt. Ab der Saison 2024 wird in der NLA mit acht Mannschaften gespielt. Nach der regulären Saison spielen die ersten vier Plätze in zwei Playoff-Halbfinalspielen um den Einzug in den Swiss Bowl. Wie im American Football üblich, werden die Playoffs jeweils mit lediglich einem Spiel ausgetragen. Die Mannschaft, welche in der regulären Saison besser platziert war, genießt dabei Heimvorteil. Der Gewinner der regulären Saison spielt gegen den Viertplatzierten, der Zweite spielt gegen den Dritten.
- Bern Grizzlies (Bern)
- Calanda Broncos (Chur)
- Geneva Seahawks (Genf)
- Gladiators beider Basel (Pratteln)
- St. Gallen Bears (St. Gallen)
- Thun Tigers (Thun)
- Winterthur Warriors (Winterthur)
- Zurich Renegades (Zürich)

### Nationalliga B (NLB)
Die NLB wird mit sechs Mannschaften ausgetragen. Jedes Team bestreitet jeweils ein Heim- und ein Auswärtsspiel gegen die anderen Teams, was insgesamt zehn Spiele pro Team ergibt. Im Anschluss an die reguläre Saison werden Playoffs durch die besten vier gespielt. Der Sieger der NLB Playoffs spielt gegen den achten der NLA um den Aufstieg.
- Argovia Pirates (Buchs AG)
- Bienna Jets (Biel)
- Geneva Whoppers (Genf)
- Langenthal Invaders (Langenthal)
- LUCAF Owls (Lausanne)
- Luzern Lions (Luzern)

### Nationalliga C (NLC)
Die NLC ist die dritthöchste Liga der Schweiz. Im Jahr 2025 findet die Meisterschaft mit fünf Teams in einer Gruppe statt. Jedes Team bestreitet dabei Hin- und Rückspiel gegen die anderen Teams der NLC. Nach der regulären Saison bestreiten die vier besten Mannschaften die Halbfinals. Die Gewinner der Halbfinals tragen dann unter sich das Finalspiel der NLC aus.
- Bülach Ravens (Bachenbülach)
- Glarus Orks (Niederurnen)
- Neuchâtel Knights (Neuenburg NE)
- Schaffhausen Sharks (Schaffhausen)
- Zurich State Spartans (Dübendorf)

### Weitere offizielle SAFV Vereine (ohne Ligabetrieb 2025)
Nebst den drei Nationalligen wird in der Schweiz bei weiteren Vereinen Tacklefootball gespielt. Die Vereine nehmen 2025 aufgrund Reorganisationen oder einem Neuaufbau nicht am offiziellen Ligabetrieb in der Schweiz teil. Die Vereine sind allesamt beim SAFV gemeldet.
- Emmen Dragons (Emmen)
- Fribourg Cardinals (Fribourg)
- Lugano Rebels (Lugano)
- Monthey Rhinos (Monthey)
- Morges Bandits (Morges)
- Niederbipp Ducks (Niederbipp)
- Riviera Saints (Clarens)
- Thurgau Grenadiers (Islikon)

## Offizielle SAFV Flag Football Vereine
- Aemme Buzzards
- Argovia Pirates
- ASVZ Blackbirds
- ASVZ Birds
- Barbarians Basel
- Basel Spartans
- Bienna Jets
- Blackbucks Uni Bern
- Fraumatt Legions
- La Chaux-de-Fonds Hornets
- Lake Zurich Red Scorpions
- Luzern Pikes
- Midland Bouncers
- Rafa Bulldogs
- Riviera Saints
- Schottikon Raptors
- Soly Rhinos
- St. Gallen Wolfpack
- Thurgau Generals
- Winterthur Warriors
- Zofingen Cheetas
- Zorros Züri
- Zurich Renegades

## Bisherige Meister
Aktueller Meister sind die Calanda Broncos, die mit dreizehn nationalen Titeln außerdem Rekordmeister sind.